# Yaloké
Yaloké ist eine Stadt in der Präfektur Ombella-Mpoko im westlichen Zentrum der Zentralafrikanischen Republik. Die Bevölkerungszahl von Yaloké wird für das Jahr 2012 mit 19.552 Einwohnern angegeben, damit liegt sie auf Platz 16 der bevölkerungsreichsten Städte des Landes. Yaloké liegt in der Unterpräfektur Yaloké auf einer Höhe von etwa 700 m.

## Verkehr
Durch Yaloké führt die Route Nationale 3, die etwa 65 km weiter östlich in Bossembélé beginnt und im Westen an die Grenze zu Kamerun endet. Über Bossembélé ist die Hauptstadt Bangui erreichbar, die in einer Entfernung von etwa 220 Straßenkilometern liegt.

## Wirtschaft und Infrastruktur
Die Viehzucht ist in Yaloké ein wichtiger Wirtschaftszweig, besonders die Haltung von Rindern.
In Yaloké existiert ein Flüchtlingslager muslimischer Fulbe, die 2014 aus Lobaye flüchten mussten. Die katholische Gemeinde der Stadt „Saint-Joseph de Yaloké“ betreibt einen Schulkomplex, in dem die Kinder aus dem Flüchtlingslager gratis unterrichtet werden. An vielen Orten des Landes ist die fehlende Bildung der Flüchtlingskinder ein großes Problem.

## Bürgerkrieg
Im Zuge der Präsidentschaftswahl in der Zentralafrikanischen Republik 2020/21 kam es landesweit zu Angriffen von Rebellengruppen auf Städte in der Zentralafrikanischen Republik. Im Dezember 2020 nahmen Rebellen die Stadt Yaloké nach wenigen Stunden Feuergefecht ein; es starben zwei Soldaten und zwei Polizisten. Am 4. Februar 2021 übernahmen die Zentralafrikanischen Streitkräfte und ihre Verbündeten wieder die Kontrolle über die Stadt.